# Washington, Quận Vilas, Wisconsin
Washington là một thị trấn thuộc quận Vilas, tiểu bang Wisconsin, Hoa Kỳ. Năm 2010, dân số của thị trấn này là 1.416 người.